# Museu-Arxiu de Vilassar de Dalt
El Museu-Arxiu de Vilassar de Dalt té com a finalitat la conservació i difusió del patrimoni arqueològic, arquitectònic, històric, natural i cultural de Vilassar de Dalt (Maresme) i el seu entorn. Situat a la masia de Can Banús, els seus fons s'engloben en quatre col·leccions: l'arqueològica, la tèxtil, la històrica i l'arxiu històric. Constituït el 1961, el Museu-Arxiu forma part de la Xarxa de Museus Locals de la Diputació de Barcelona i és la seu del Centre de Documentació del Parc de la Serralada Litoral. Els seus fons es mostren al públic a través d'exposicions temporals de producció pròpia, organitzades per les seccions d'història, fotografia, tèxtil, ciències naturals i arqueologia. A més, el Museu-Arxiu gestiona el jaciment arqueològic dels forns romans de la Fornaca.

## Can Banús
Can Banús és una masia del nucli urbà que acull el Museu-Arxiu de Vilassar de Dalt des de 1974. Està documentada al segle xiv com a mas Canal, com a mas Serra els segles xv i xvi i com a can Banús des del segle xvii. Conserva dos finestrals gòtics i la porta principal amb arc del tipus de plec de llibre, a més del jardí romàntic.

## Fons

### Col·lecció arqueològica
La col·lecció arqueològica és la més antiga de la institució i l'unica que disposa d'una sala d'exposició temporal de llarga durada que utilitza els elements més destacats per il·lustrar les exposicions organitzades per la Secció Arqueològica. La majoria dels elements procedeixen d'excavacions d'àmbit local, de jaciments neolítics (Cova d'en Pau i Rocs d'en Sardinyà), ibers, romans i d'època medieval.

### Col·lecció tèxtil
La col·lecció tèxtil reuneix un magnífic conjunt de màquines i utillatge d'aquesta indústria recollits d'antigues fàbriques vilassarenques i conservats per la Secció Tèxtil. Els materials molt voluminosos estan dipositats a can Manyé.

### Col·lecció històrica
La col·lecció històrica consta de materials molt diversos, entre els quals trobem finestrals gòtics procedents de l'enderroc de masos, una màquina de fabricació de moneda falsa, eines de diversos oficis, plaques de noms de carrers i estris domèstics.

### Arxiu històric
L'arxiu històric està constituït per fons de diverses procedències: cartells i programes d'actes culturals i festius del segle xx, col·leccions de pergamins i documents d'antigues cases pairals vilassarenques, documentació d'entitats, documentació sindical, la reproducció digitalitzada de bona part de l'arxiu parroquial i col·leccions de fotografies, entre d'altres. En destaca el fons de la Delegación Local de FET i JONS i del sindicat vertical franquista i una cinquantena de pergamins procedents de cases pairals de la localitat.

## Forns romans de la Fornaca

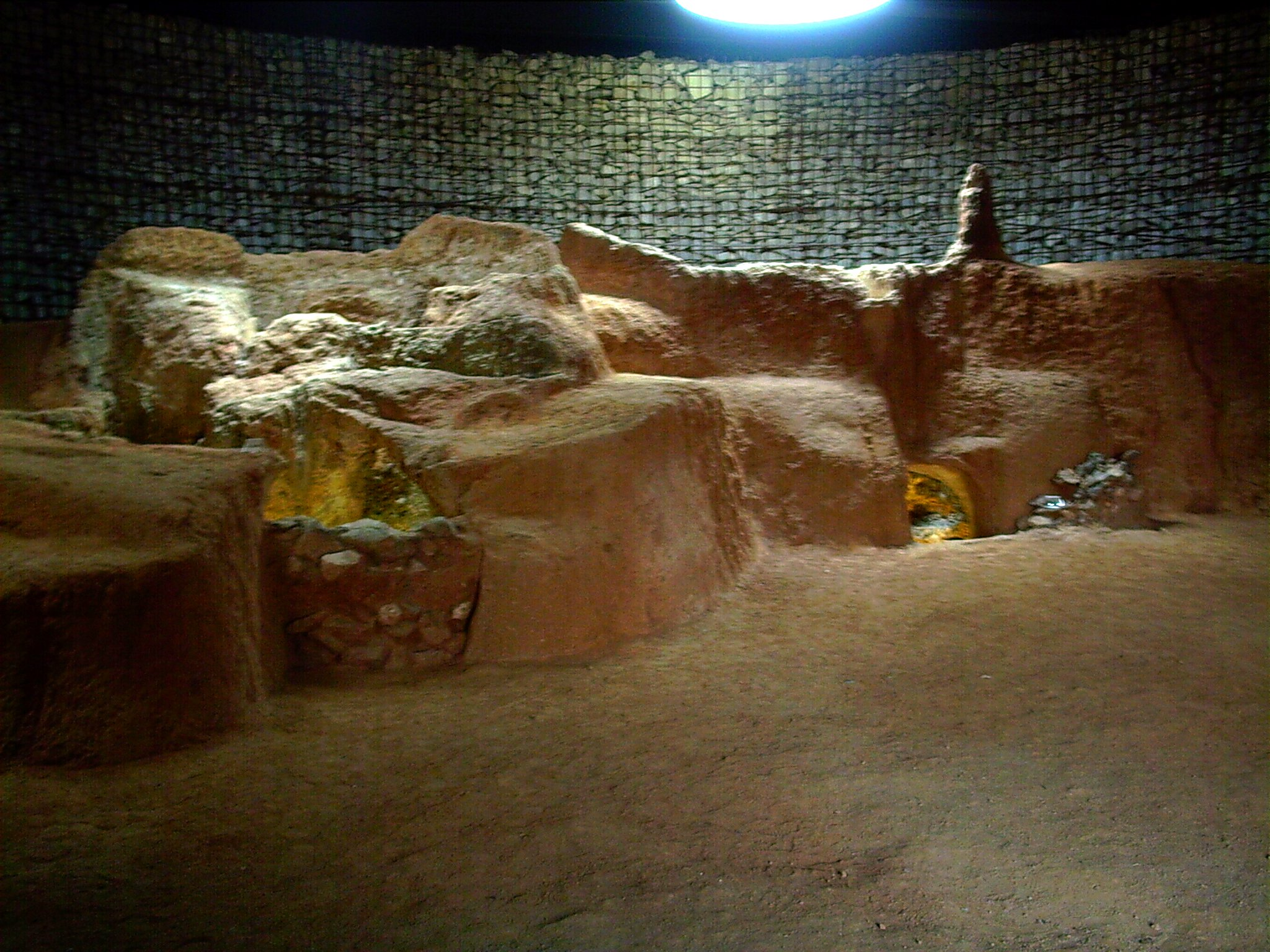
Forns 1 i 2.

La Fornaca de Vilassar de Dalt és un recinte arqueològic situat al municipi de Vilassar de Dalt que inclou tres forns romans dedicats a la producció industrial de material ceràmic de gran format: material de construcció (ímbrex, tègula i maons) i dòlies (recipients de grans dimensions).
La seva tipologia, els materials trobats en l'excavació i l'estudi arqueomagnètic del forns 1 i 2 permeten datar l'època d'activitat dels forns entre els segles I i II dC. El topònim Fornaca, documentat per primera vegada l'any 1290 al speculum del castell de Vilassar, dona pistes sobre l'antiguitat de la zona de producció industrial.